# Uście Gorlickie
Uście Gorlickie est une localité polonaise de la voïvodie de Petite-Pologne et du powiat de Gorlice. Elle est le chef-lieu de la gmina du même nom.